# 1489
1489 је била проста година.

## Догађаји

### Март
- 14. март — Краљица Кипра Катарина Корнаро, последња владарка из династије Лизињан, уступила краљевину Млетачкој републици.